# Tatjana Irrah

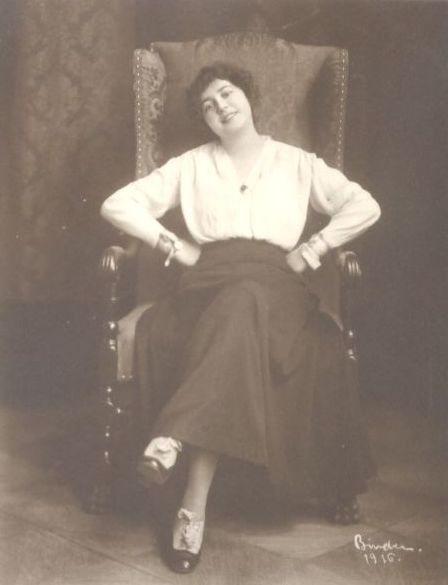

Tatjana Irrah, también conocida como Tatjana Irah y Tatjana Yrrah, (nacida como Olga Bernhardt, 15 de mayo de 1892 - 13 de enero de 1949) fue una actriz alemana de cine y teatro que apareció en películas mudas alemanas y estadounidenses. Su carrera cinematográfica comenzó en Alemania en 1913. Hacia 1916, se trasladó a Estados Unidos debido a la escasez de películas en su país de origen.
Su actuación en Die Grosstadtluft fue calificada como "la única caracterización de la obra que se hizo excepcionalmente bien". Hizo un papel principal en la película de comedia Der oder Der (One or the Other).
En 1920 se estrenó su primera película estadounidense.

## Filmografía
- The War Sofa (1914), dirigida por William Karfiol (título original: Das Kriegssofa)
- The Dancer (película de 1915)
- Das Unheimliche Zimmer (The Uncanny Room) (1915), como Miss Lyons[6]
- Und wandern sollst During ruhelos.. (And you still wander restlessly) (1915)[7]
- Ein Blatt Paper (1916)[8]
- Your Dearest Enemy (1916)
- One or the Other (1919)
- The Red Poster (1920), como Marion Diabelli
- Man and Woman (1920),como La duquesa
- Miss 139  (1922), como La ardilla
- Ballettratten (1925), como Prima Ballerina Bellini